# مبرة الآل والأصحاب
مبرة الآل والأصحاب مؤسسة علمية بحثية يتسم منهجها بالإغاثة الفكرية لا المادية. تأخذ من الكويت مقراً لها وتعد نموذج عملي أخذت لنفسها طريقاً وسط المؤسسات العاملة في مجال وحدة الأمة، وجعلت من نفسها نموذجاً يحتذى به من قبل مؤسسات أخرى داخل دولة الكويت وخارجها، أخذت المبرة على عاتقها تقديم الجانب الوحدوي الفكري المنبثق من تاريخ آل بيت النبي محمد وصحابته، وكيف كان تاريخهم, تقدم المبرة لوناً جديداً للعمل الخيري في الكويت من خلال الدعوة للمساهمة في نشر تراث الآل والأصحاب بما فيه وحدة الأمة والوحدة الوطنية. وتعتني المبرة بإقامة الندوات والمحاضرات ونشر الكتب والاشرطة التي تحقق اهداف المبرة، وبدأت في عمل موسوعي ضخم وكبير عن آل البيت والأصحاب يتميز بالحيادية والموضوعية. وبدأت أيضاً بدخول عالم تويتر وبث الرسائل العلمية التي تصب في صالح وحدة المجتمع وتآلفه بمعلومات ثرية وجديدة حتى على المختصين في التاريخ والحضارة.

## عن المبرة
تأسست في دولة الكويت طبقاً لأحكام القوانين الصادرة في شأن الأندية وجمعيات النفع العام والمبرات الخيرية والقرارت المنفذة لها, أطلق على مبرة اسم (مبرة الآل والأصحاب)، ومقرها هو مدينة الكويت وتم إشهارها بموجب قرار وزير الشؤون الاجتماعية والعمل برقم 28/2005 م وسجلت المبرة في إدارة الجمعيات الخيرية والمبرات بوزارة الشؤون الاجتماعية والعمل  تحت رقم 23 من حيث تسلسل إنشاء المبرات الخيرية في دولة الكويت حسب الترتيب الزمني. المبرة عمل نوعي حيوي ذو طابع واقعي يدركه كل مراقب للحالة السياسية والطائفية المتنامية في مجتمعاتنا. ولقد تلقى كل المفكرين في داخل الكويت وخارجها هذا المشروع بالترحيب والتفاؤل، وكان آخر من أثنى عليها ودعا للتعاون معها الوكيل السابق في وزارة الاعلام والإعلامي الكويتي المخضرم رضا الفيلي.

## أهداف المبرة
من مقاصدها وأهدافها تصحيح المفاهيم التي حالت دون وجود وحدة حقيقية بين كافة المسلمين، تلكم المفاهيم التي طرأت على الإسلام فغيرت مساره وأضعفت جانبه وأوهنت قواه، فكان ما كان مما نعانيه في ماضينا وحاضرنا من تفرق وتشرذم خالف مقصود الإسلام من اجتماع المسلمين تحت راية توحيد الله عز وجل وإقامة دينه الحنيف، وحذر الله من هذا التفرق وبالمقابل فإن الله ذكر المسلمين بتمام نعمته عليهم أن جمع كلمتهم وألف بين قلوبهم.
وتتلخص الأهدافها في
- نشر تراث الآل والأصحاب.
- العمل على غرس محبة الآل والأصحاب في نفوس المسلمين.
- نشر العلوم الشرعية بين أفراد المجتمع وخصوصاً تلك المتعلقة بتراث الآل والأصحاب من عبادات ومعاملات.
- التوعية بدور الآل والأصحاب، وما قاموا به من خدمات جليلة لنصرة الإسلام, والدفاع عن المسلمين وتحقيق هدي القرآن الكريم والسنة النبوية.
- دعم الوحدة الوطنية وزيادة التقارب بين شرائح المجتمع من خلال تجلية بعض المفاهيم الخاطئة التي رسخت في نفوس بعض المسلمين عن أهل البيت والصحابة.[1]

وسائل تحقيق الأهداف
- إقامة الندوات والمحاضرات ونشر الكتب والأشرطة التي تحقق أهداف المبرة وتعني بشؤون التراث المتعلق بآل البيت والصحابة الأطهار الأخيار.
- البدء في عمل موسوعي ضخم وكبير عن آل البيت والأصحاب يتميز بالحيادية التامة والموضوعية.[1]
- تأسيس مجلة فصلية متخصصة تعنى بشؤون التراث المتعلق بتراث (الآل والأصحاب).[2]

## سياسة المبرة
لتحقيق أهداف المبرة فإنها اتبعت بعض السياسات ومنها تجنب التدخل في السياسة، والبعد عن المنازعات أو ما من شأنه إثارة العصبيات الطائفية، وخدمة جميع الشرائح الاجتماعية من خلال الفئات العمرية من الذكور والإناث في نطاق جميع أنحاء الكويت، وكذلك الانفتاح على شرائح المجتمع وإفادة الجميع، وأما عن ملامح عمل المبرة وأسباب نجاحها فهو :
- التعاون مع الجميع واستقطاب جهود كل متعاطف.
- التخصص في الإطار العلمي البحثي وعدم الانشغال بالعمل الإغاثي الذي تقوم به جمعيات ومبرات أخرى.
- الصبغة الدعوية للعمل دون مواجهات فكرية ولا ممارسات سياسية.
- التعاون المحلي مع الأجهزة الرسمية.
- التعاون الإقليمي مع الجهات المناظرة.
- تلازم إسمي الآل والأصحاب.
- اعتماد الإغاثة الفكرية لا المادية.

أما عن أموال المبرة فكلها من الجهات الرسمية المعلنة والجهات الموثوقة (يمكن الاطلاع على التفاصيل في المذكرة التعريفية للمبرة).

## التحديات التي تواجه عمل المبرة
- حداثة خطاب المبرة على المجتمعين السني والشيعي.
- المحددات المادية وقلة الموارد.
- الرواسب الاجتماعية السابقة تجاه المواقف والأحداث والحقائق الواردة في أدبيات المبرة.
- المدارس الفكرية المختلفة لذرية آل البيت في الوقت المعاصر.[1]

بعض من ما حققته المبرة
- وجود مرجعية للأفراد والمؤسسات المهتمة بتراث الآل والأصحاب.
- ازدياد الوعي بتراث الآل والأصحاب بتوافر الأدوات الدعوية بشأن تراث الآل والأصحاب.
- إبراز نموذج دعوي تتعاون معه الأجهزة الرسمية حيث لمست عن قرب مصداقية ووسطية وجدية منهجه المتزن.
- تقديم مشروع اجتماعي ديني وطني بشكل إبداعي في الوقت المناسب من عمر الوطن والأمة.
- استقطاب كثير من الجهود المشتتة ذات الصلة من الأفراد والمؤسسات لتصب في معين واحد.[1]

## إصدارات المبرة
| الناشئة في رحاب الآل والأصحاب - طالب الابتدائي في رحاب الآل والأصحاب - الشيخ والاصدقاء - أبو بكر الصديق والرسالة الإلكترونية سلسلة العلاقة الحميمة بين الآل والأصحاب - ما قاله الثقلان في أولياء الرحمن - رحماء بينهم - الدرة اللطيفة - الثناء المتبادل بين الآل والأصحاب - الأسماء والمصاهرات بين الآل والأصحاب - الآل والأصحاب - ذرى السحاب سلسلة قضايا التوعية الإسلامية - قراءة راشدة لكتاب نهج البلاغة - صحبة رسول الله صلى الله عليه وآله وسلم - زينب ورقية وأم كلثوم - المنهج المقترح لتبصير طلاب العلم بتراث الآل والأصحاب - المصرف السابع للزكاة - كيف نقرأ تاريخ الآل والأصحاب - الوصية الخالدة - أولئك مبرؤون - خير القرون - مفاهيم حول الآل والأصحاب رضي الله عنهم - نحو وحدة إسلامية حقيقية (مواقيت الصلاة) نموذجا - المرويات التاريخية عند المسلمين | سلسلة ذرية آل البيت الأطهار - رموز من الأشراف آل بركات - المختصر الوافي في معرفة الأشراف آل معافا بن الرديني سلسلة سير الآل والأصحاب - شذى الياسمين في فضائل أمهات المؤمنين - تمام الآلاء في سيرة سيد الشهداء حمزة بن عبد المطلب - الغصن الندي في سيرة الحسن بن علي - الروض الناضر في سيرة الإمام ابي جعفر الباقر - الحسن المثنى وابنه عبد الله سيرة عطرة وتاريخ مشرق - أبو هريرة صاحب رسول الله صلى الله عليه وآله وسلم وخادمه - فاطمة بنت الحسين - إني رزقت حبها - كتاب سيرة السيدة عائشة ام المؤمنين - العشرة المبشرون بالجنة... قبسات ولمحات - شهيد المحراب الفاروق عمر بن الخطاب - القول السديد في سيرة الحسين الشهيد - الكوكب الدري في سيرة أبي السبطين (علي) |